# Dolmens de Santa Elena
Les Dolmens de Santa Elena sont un site mégalithique situé dans la municipalité de Biescas, dans la province de Huesca, en Aragon, en Espagne,. Ils ont été classés Bien d'intérêt culturel.

## Description
Les dolmens de Santa Elena sont deux dolmens datés du Néolithique récent ou de l'Âge du bronze ancien situés dans la commune de Biescas.

### Dolmen 1
Le premier dolmen a été découvert en 1931. Détruit pendant la guerre d'Espagne lors de l'offensive de Biescas en 1937, il a été reconstruit en 1975 par le Museo de Huesca (es). Il était recouvert d'un tumulus disparu. Il subsiste deux orthostates sur lesquels repose une dalle de couverture. Ces éléments constituaient la chambre funéraire (espace fermé dans lequel étaient effectuées les inhumations et déposés les objets funéraires). La chambre est ouverte à l'est, mesure 1,45 m de long, 0,72 m de large et 1,5 m de haut. Le dolmen a été réutilisé au fil du temps, si bien que les restes humains et le mobilier funéraire ont été enlevés et remplacés à plusieurs reprises. Pour cette raison, le mobilier archéologique trouvé est maigre : une pointe de flèche lancéolée de 53 mm, un pendentif avec dent de cerf polie et un bouton avec une perforation en forme de "V".

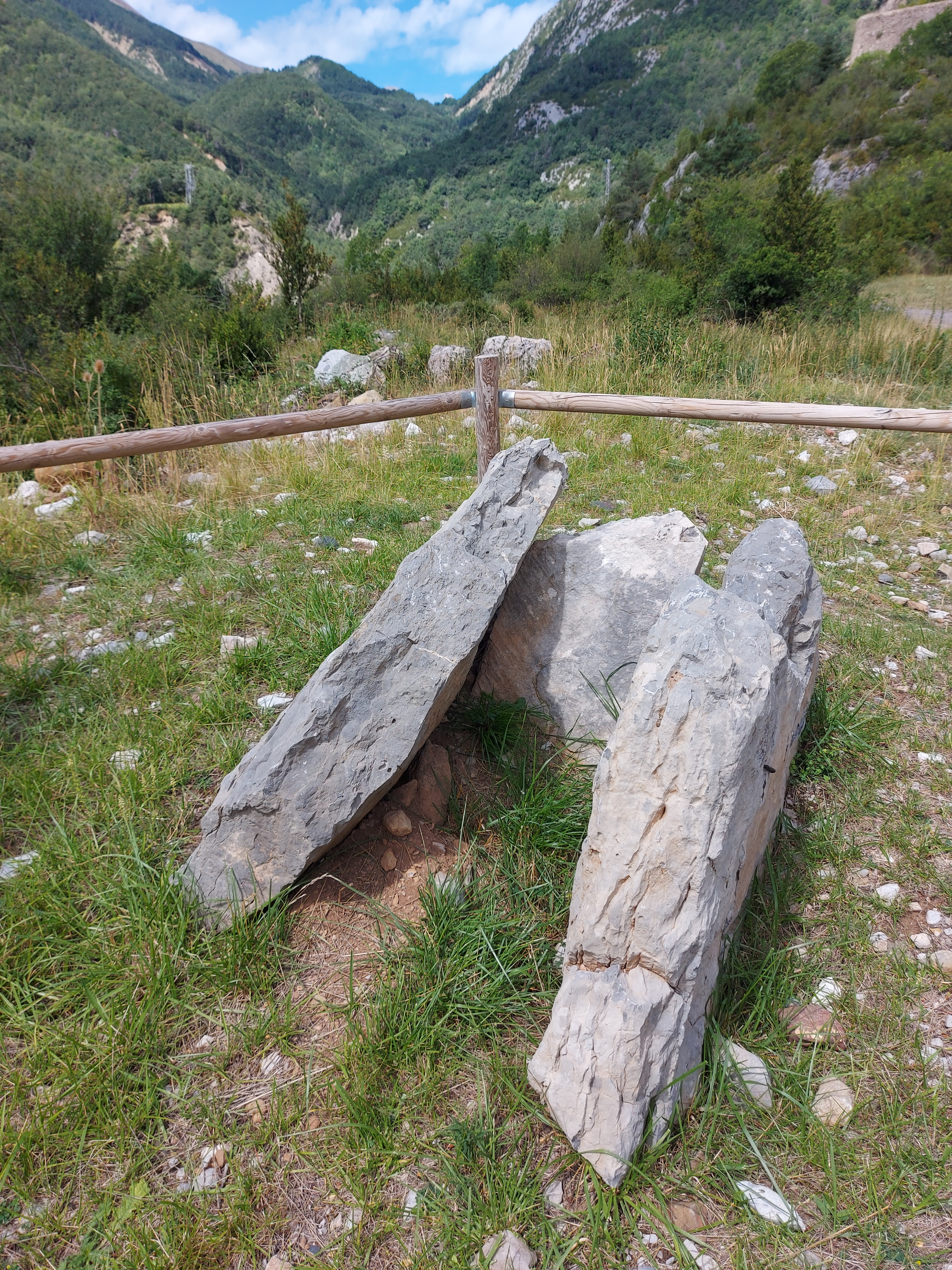
Second dolmen de Santa Elena

### Dolmen 2
Le second dolmen a été découvert en 2018 sous un tas de décombres. Il est situé à une cinquantaine de mètres à l'ouest du premier. Il présente également une chambre funéraire ouverte à l'est. Sont conservés les trois orthostates qui formaient la chambre. L'un d'eux s'est déplacé et a provoqué la chute de la dalle de couverture, qui a disparu. Il a également été pillé et, pour cette raison, les restes trouvés au cours des fouilles sont réduits à une pointe de flèche de 25 mm, un morceau de jais, une perle de collier en pierre blanche et un fragment d'os poli.